# Мотуль-де-Сан-Хосе
Мотуль-де-Сан-Хосе (ісп. Motul de San José) — руїни міста цивілізації мая в департаменті Петен (Гватемала). Місцеві мая називали руїни Мотуль, але, оскільки однойменне городище на той час уже було відомо на Юкатані, Т. Малер для розмежування додав назву довколишнього села Сан-Хосе. У результаті утворилася назва «Мотуль-де-Сан-Хосе».

## Історія
Старовинна назва цього міста є Ік' («Вітряна вода»). Утворилося наприкінці VII століття до н. е. (в середині докласичного періоду). Протягом тривалого часу знаходилося під впливом великих міст Накбе і Ель-Мірадор. Вже близько 300 року до н. е. розпочалось розширення меж міста, чому сприяли гарний клімат, родючі землі та наявність питної води. У період 300 до н. е. — 300 н. е. міста виділилось серед навколишніх поселень озерена Петен-Іци, ставши одним з провідних городищ.
Наприкінці IV— на початку V ст. н. е. тут утворилось царство Ік'. Розквіт міста припав на пізній класичний період цивілізації мая (600—830 роки), пов'язаний з посиленням Мутульського царства, союзником якого був Ік'. У часи піднесення місто стало одним з основних центрів виробництва елітної мальованої кераміки. Численні барвисті посудини, створені на замовлення ахавів Ік'а, вражають своєю красою і належать до числа шедеврів образотворчого мистецтва стародавніх мая.
Після поразки військ Ік' від Па'чанського царства між 796 та 800 роками, почався занепад міста. Близько 830 року ахави змінили місце свого перебування з м. Ік' на Таясаль. Проте Ік' продовжувало своє існування, при цьому кількість населення постійно скорочувалося. Близько 880—900 років перестало існувати царство, утворилися окремі політичні одиниці навколо кожного з міст.
На думку дослідників у 900—950 роках продовжувала правити в м. Ік' гілка колишнього династії. Надалі представники місцевої знаті змішалися з племенами мая, що прибули з півночі (Центральної Мексики або Табаско). Історія існування городина у періоді 950—1200 років натепер досліджена недостатньо. Близько 1000—1200 років тут було встановлено панування племені мая-іца. Остаточно знелюдніло місто близько 1200 року.

## Опис
Городище розташоване в Центральному Петен, в 3,5 км на північ від озера Петен-Іца, 5 км від річки Кантетуль, 2 км від річки Акте, 5 км від села Сан-Хосе, 32 км від руїн міста Тікаль. Знаходиться на вапняковому плато на північному краю западини розлому, що лежить в основі центральних озер басейну Петен.
Місцевий рельєф складається з хребтів, які переважно йдуть зі сходу на захід або з північного сходу на південний захід, що чергуються з низинами з глинистими ґрунтами. Саме городище міститься на природному пагорбі заввишки 180 м над рівнем моря. загальна площа становить 4,18 км2, з яких досліджено 2 км2. Навколо городища виявлено міста-супутники Тринідад-де-Носотрос (стародавня назва «Сік'у'»), Чачаклум, Чакокот, Акте (стародавня назва «Таншулукмуль»), Буенавіста.

### Архітектура
Архітектура відповідає «стилю Петен». На території виявлено 230 будов заввишки від 5 до 20 м. Їх поділено на 5 груп з позначення латинськими буквами від А до Е.
Ритуально-адміністративний центр (Група С) становить 0,4 км2, його було закладено близько 300 року до н. е. Складається з 144 будівель: головної площі (100х200 м), навколо яких є піраміди та храми, акрополя (діяв під час пізньокласичного періоду), житлових комплексів знаті.
В акрополі, що знаходився на північній та західній стороні навколо 6 маленьких площ, мешкали ахави-царі, їхні родичі, представники знаті. Має площу 83000 м2. На південь розташувалися 2 будови заввишки 10,8 і 8,7 м. Згідно з дослідженнями археологів їх звели в період колапсу класичного періоду мая (850—950 роки).
На східному боці розташовувалися подвійні піраміди (17 і 18 м заввишки), на півдні — Південна піраміда (20 м заввишки, є найвищою будовою городища), на заході — Західна піраміда заввишки 7,8 м.
На захід від центру розміщується Група А, яка є найбільшою серед груп. Найвищою будовою групи є піраміда заввишки 5,5 м. Поруч з пірамідою знайдено палац заввишки 5 м. Між ними є площа, куди веде доступ з палацу і піраміди. На південний схід від палацу є ще одна площа, оточена з 3 бік структурами палацового типу. На захід від піраміди виявлено 6 палацових структур.
Поруч з групою А є група В. Вона зведена за аналогом такого ж комплексу в Дос-Пілас. Складається з 2 невеликих площ (на сході і заході), з боків яких (північ і південь) є піраміда заввишки 7,7 м та палацовий комплекс заввишки 4,5 м (на відстані 90 м від піраміди). Піраміда є значно пошкодженою, а палац — пограбовано у невідомі часи. На півночі знайдено рештки стіни 0,3-0,5 м заввишки, 120 м завдовжки і 0,5 м завширшки. Її значення повністю не встановлено: за однією з версій виконувала захисну функцію наприкінці класичного періоду. Тут ж розташовувалися оселі містян.
На північ від Групи С розкопано Групу D, що є переважно житловим комплексом, який займали з середини докласичного періоду (часу існування городища) до кінця класичного періоду. Інтерес представляють 2 палаци царів або їх родичів царів, храм-піраміда 5 м заввишки (східна сторона групи). Знайдено численні артефакти особистого користування, зокрема 77 штук скляного намиста, 10 шматків нефриту, 20 нефритових мозаїчних елементів, 98 піритових мозаїчних фрагментів.
Західніше Групи D розташована Група Е, основу якої становлять піраміди 7 м і 4 м заввишки (на півночі та півдні групи відповідно), житлових груп (на північ та південь від пірамід), 2 невеликих площ, поруч з яких виявлено будови (найвища з них сягає 3 м заввишки). Також тут 2 палаци, що архітектурно відрізняються від палаців інших груп. Їх особливістю є виступаючі кути дверей. Житловий комплекс поділяє своєрідний «проспект» завдовжки 200 м, що тягнеться з півночі (невеличкий храм) на південь (площа В). Із західного боку проспекту виявлено стіну заввишки 1 м.
На околицях (1,2 км2) знайдені житлові комплекси простолюдинів, рештки майстерень, місць виробництва кераміки, тканин, обробки металів.
На сьогодні в Мотюль-де-Сан-Хосе знайдено лише декілька монументальних царських написів, які до того ж дуже погано збереглися.

### Стели
Значна частина монументальних скульптур значно пошкоджено під час стародавніх воєн, діяльності сучасних селян та грабіжників. Натепер в розпорядженні вчених є лише 6 стел (680—780 роки). Усі вони виявлені в межах Групи С. Основні теми династичні та військові, частково ювілейні обряди.

### Кераміка
На території знайдені фрагменти кераміки періоду до-мамон (900—600 роки до н. е.). Стосовно потрапляння їх сюди у вчених існують різні думки, але остаточного рішення цього питання поки немає.
Значна частина кераміки класичного періоду знайдено в межах акрополя, а також в сусідніх городищах, що були центрами потужних царств класичного періоду. Кераміка «стилю Ік'» стала об'єктом вивчення в кількох спеціальних дослідженнях. У 2012 році була видана чудова книга про вази з царства Ік', текст якої доповнюють численні кольорові ілюстрації.

## Історія досліджень
Першим дослідником став австрійський археолог Теоберт Малер, який відвідав руїни в травні 1895 року і 1910 року підготував звіт щодо експедиції, включивши в нього, серед іншого, опис 2 стел. Саме Малер дав городищу сучасну назву.
У 1950-х роках пам'ятку вивчав і фотографував Ієн Грехем, який документував п'ять монументів, а також склав карту центральної частини городища. Надалі дослідження тривалий час не проводилися. Стало місцем для заняття сільським господарством, у першу чергу вирощування маїсу. Кілька разів городище, зокрема його стели, сильно постраждало від пожеж у 1986, 1987 і 1998 роках.
У 1970-х роках дослідниця Д. Маркус ідентифікувала «емблемний ієрогліф» Ік' на стелі 2. Пізніше Д. Стюарт і С. Хаустон показали, що в дійсності на стелі 2 з Мотуль-де-Сан-Хосе записано не «емблемною ієрогліф», а топонім, давня назва міста або іншій місцевості. Археолог М. Коу розпізнав «емблемний ієрогліф» Ік' на низці посудин і виділив відмітні риси кераміки, що походить з цього царства.
Сучасний етап у вивченні Мотуль-де-Сан-Хосе почався влітку 1998 року, коли там розпочався однойменний археологічний проєкт на чолі з Антоніа Фоіас і Кітті Емері. Проєкт було завершено у 2008 році. Натепер територію археологічної пам'ятки оголошено національним парком і охороняється Інститутом антропології та історії Гватемали